# Salonsaari (ö i Kymmenedalen, Kouvola, lat 61,01, long 26,52)
Salonsaari är en ö i Finland. Den ligger i sjön Pyhäjärvi och i kommunen Kouvola i den ekonomiska regionen  Kouvola ekonomiska region  och landskapet Kymmenedalen, i den södra delen av landet, 130 km nordost om huvudstaden Helsingfors. Öns area är 91 hektar och dess största längd är 1,8 kilometer i nord-sydlig riktning. Öns nordspets utgörs av Pukkisaari.